# 摩根石
摩根石（Morganite，名称源自美国金融家J.Pierpont Morgan），亦称粉色绿柱石，是一种硅酸盐矿物，为绿柱石家族的一种。是一种颜色有粉红色、浅橙红色到浅紫红色、玫瑰色、桃色的宝石。

## 致色原因
摩根石呈现粉红色的原因，主要是因为其致色元素为锰，并且常有少量的稀有金属元素铯和铷替代。

## 产地
摩根石主要的产地有巴西、意大利厄尔巴岛、马达加斯加、俄罗斯、美国、巴基斯坦、印度等地。第一块摩根石产出于美国的加利福尼亚州。巴西的米纳斯吉拉斯和马达加斯加的Tsilaizina、Anjanabonoina、Ampangable产出纯粉色的绿柱石，其主要产于伟晶岩矿囊及其冲积矿中。